# نهر أواميني
نهر أواميني هو نهر في كاليدونيا الجديدة. تبلغ مساحته 175 كيلومترًا مربعًا. 

## أنظر أيضا
- قائمة أنهار كاليدونيا الجديدة